# Shakti with John McLaughlin
Albums de Shakti
A Handful of Beauty
(1976)
Shakti with John McLaughlin est le premier album studio de Shakti, sorti en 1976.
L'album s'est classé 37e au Jazz Albums et 194e au Billboard 200.

## Liste des titres
| 1. | Joy        | John McLaughlin, L. Shankar | 18:13 |
| 2. | Lotus Feet | McLaughlin                  | 4:44  |

| 1. | What Need Have I for This–What Need Have I for That–I Am Dancing at the Feet of My Lord–All Is Bliss–All Is Bliss | McLaughlin, Shankar | 29:03 |

## Musiciens
- John McLaughlin : guitare
- L. Shankar : violon
- Ramnad Raghavan : mridangam
- T. H. Vinayakaram : ghatam, mridangam
- Zakir Hussain : tabla